# Frank Rohleder

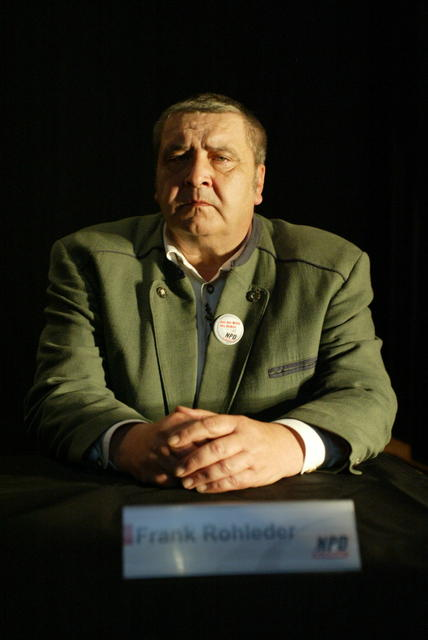
Frank Rohleder beim NPD-Bundesparteitag 2006

Frank Rohleder (* 28. Juli 1950 in Greiz) ist ein rechtsextremer Politiker. Nach eigenen Angaben war er bis zum 10. Oktober 1989 Mitglied der Sozialistischen Einheitspartei Deutschlands (SED). Von 1998 bis 2002 war er stellvertretender Bundesvorsitzender der Republikaner (REP). Kurz nach seinen Austritt aus der Partei trat er der Nationaldemokratischen Partei Deutschlands (NPD) bei und ist seit 2004 Bundesvorstandsmitglied, wo er das Referat „Bündnisse“ leitet.

## Funktionär der „Republikaner“
Der gelernte Koch mit Meisterabschluss trat nach dem Besuch einer Republikaner-Veranstaltung mit dem damaligen Bundesvorsitzenden Franz Schönhuber 1993 den Republikanern bei. Bereits ein Jahr später wurde er Vorsitzender im Regierungsbezirk Chemnitz und kommissarischer Landesgeschäftsführer. Von 1995 bis 1997 fungierte er als Landesvorsitzender von Sachsen. 1998 wurde er in den Bundesvorstand der Partei aufgenommen und wirkte bis 2002 als stellvertretender Bundesvorsitzender. Im Juni 2003 trat er aus der Partei aus. In einem Interview mit der NPD-Parteizeitung Deutsche Stimme gab er als Hauptgrund seines Austrittes „die Einstellung führender REP-Funktionäre zu den 'neuen' Bundesländern“ an und nannte dabei besonders die Forderung des bayerischen Landesvorsitzenden Johannes Gärtner nach Auflösung der „mitteldeutschen“ Landesverbände, da diese zu radikal und zu teuer seien und Äußerungen, nach denen „die 'Ossis' … alle dumm und faul“ seien.

## „Nationales Bündnis Dresden“ und „Nationales Bündnis Deutschland“
Mit der Gründung des NPD-nahen Vereins „Nationales Bündnis Dresden e.V.“ (NB Dresden) am 24. April 2003 wurde er Vorstandsmitglied und stellvertretender Vorsitzender. Nach dem Vorbild des NB Dresden wurde im Rahmen der sogenannten „rechten Volksfront“ am 12. Dezember 2003 das „Nationale Bündnis Deutschland“ in den Räumen des Deutsche Stimme-Verlags in Riesa gegründet. Außer Frank Rohleder, der auch hier zum stellvertretenden Vorsitzenden bestellt wurde, nahmen ausschließlich Führungskräfte der NPD an dem Treffen teil.

## NPD-Funktionär
Kurz darauf trat Rohleder der NPD bei und zog für diese im Juni 2004 in den Kreistag von Meißen ein. Durch seinen Umzug von Nossen nach Dresden verlor er allerdings im März 2006 seinen Sitz im Meißner Kreistag. Im Oktober 2004 wurde Rohleder in den NPD-Bundesvorstand und am 5. März 2005 als Beisitzer in den sächsischen Landesvorstand der NPD aufgenommen.
| Personendaten    | Personendaten                            |
| ---------------- | ---------------------------------------- |
| NAME             | Rohleder, Frank                          |
| KURZBESCHREIBUNG | rechtsextremer Politiker (SED, REP, NPD) |
| GEBURTSDATUM     | 28. Juli 1950                            |
| GEBURTSORT       | Greiz                                    |